# Великий Дзендзик (острів)
Острів Великий Дзендзик — комплексна пам'ятка природи місцевого значення. 
Об'єкт розташований у Бердянській затоці Азовського моря на захід від Бердянської коси. Найближчий населений пункт — місто Бердянськ Запорізької області.
Назва Дзендзик походить з тюркських мов і означає "гачок".

## Історія
Острів Великий Дзендзик разом з островом Малий Дзендзик та архіпелагом Остапиха був створений згідно з рішенням Запорізького облвиконкому № 315 від 25.03.1984 року.
З 2010 року входить до складу Приазовського національного природного парку. 
Острови Великий та Малий Дзендзик є заповідною територією, що охороняється законодавством України.

## Опис
Острів складається з піщано-черепашкових берегів. Раніше був з'єднаний із Бердянською косою пересипом, в останні роки територія острова повністю ізольована.
Ростинність островів складається з очерету звичайного, бульбокомишу приморського, полину піскового, колосняку чорноморського тощо.
Великий Дзензик разом із Малим Дзендзиком є місцем гніздування баклана великого, мартина-реготуна, річкового та рябодзьобого крячків.